# Cantone di Sains-en-Gohelle
Il Cantone di Sains-en-Gohelle era una divisione amministrativa dell'arrondissement di Lens.
È stato soppresso a seguito della riforma complessiva dei cantoni del 2014, che è entrata in vigore con le elezioni dipartimentali del 2015.
Comprendeva i comuni di:
- Aix-Noulette
- Bouvigny-Boyeffles
- Gouy-Servins
- Hersin-Coupigny
- Sains-en-Gohelle
- Servins